# Gonypetina
Gonypetina – podplemię modliszek z rodziny Gonypetidae i podrodziny Gonypetinae.

## Morfologia i zasięg
Modliszki osiągające niewielkie jak na przedstawicieli rzędu rozmiary ciała. W przeciwieństwie do innych przedstawicieli plemienia tułów ma rozszerzenia nadbiodrowe nieprzysłonięte rozszerzonymi krawędziami bocznymi przedplecza. Samice mają skrzydła przynajmniej do około połowy skrócone, u samców są one natomiast w pełni wykształcone. U stadiów larwalnych nie obserwuje się myrmekomorfii.
Większość przedstawicieli plemienia zamieszkuje orientalną część Azji, jednakże rodzaj Elaea podawany jest z obszarów krain palearktycznej i etiopskiej.

## Taksonomia
Takson wyższej rangi od rodzaju Gonypeta wprowadzony został w 1889 roku przez Johna O. Westwooda pod nazwą Gonypetides. W randze podplemienia, jednego z czterech w plemieniu Gonypetini w obrębie podrodziny Gonypetinae i rodziny Gonypetidae, wprowadzony został w systemie Christiana J. Schwarza i Rogera Roya z 2019 roku.
Podplemię obejmuje ponad 30 opisanych gatunków, sklasyfikowanych w dziewięciu rodzajach:
- Bimantis Giglio-Tos, 1915
- Dimantis Giglio-Tos, 1915
- Elaea Stal, 1877
- Elmantis Giglio-Tos, 1915
- Gimantis Giglio-Tos, 1915
- Gonypeta Saussure, 1869
- Gonypetoides Beier, 1942
- Memantis Giglio-Tos, 1915
- Myrcinus Stal, 1877